# Сан-Жуан-ду-Кампу
Сан-Жуан-ду-Кампу (порт. São João do Campo)  —  район (фрегезия) в Португалии,  входит в округ Коимбра. Является составной частью муниципалитета  Коимбра. Находится в составе крупной городской агломерации Большая Коимбра. По старому административному делению входил в провинцию Бейра-Литорал. Входит в экономико-статистический  субрегион Байшу-Мондегу, который входит в Центральный регион. Население составляет 2309 человек на 2001 год. Занимает площадь 7,31 км².